# کوهستان روونزوری
کوهستان روونزوری (انگلیسی: Rwenzori Mountains) یک رشته کوه در شرق استوایی آفریقا است که در مرز بین اوگاندا و جمهوری دموکراتیک کنگو واقع شده‌است. این کوه‌ها یخچال‌های طبیعی زیادی وجود دارد و یکی منابع از رودخانه نیل است.

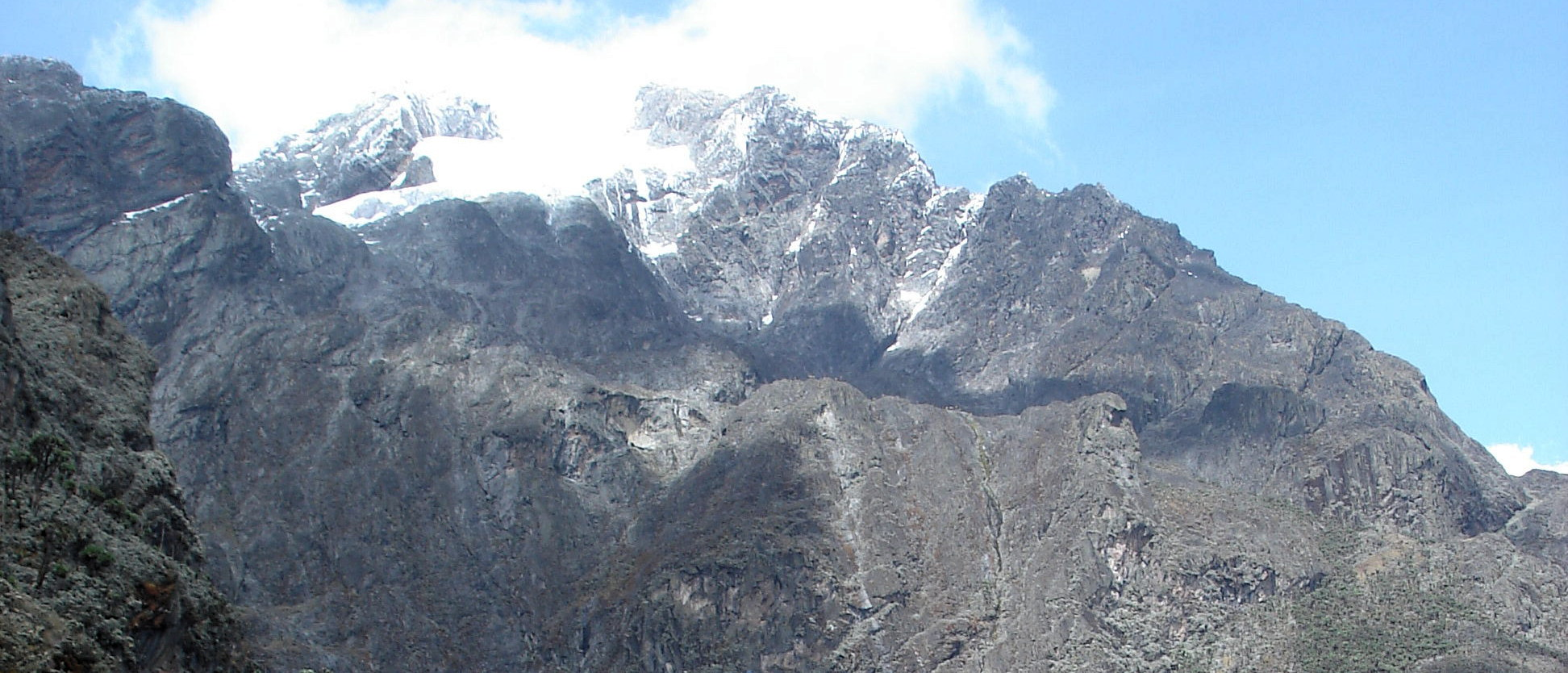
قله مارگریتا در کوه استنلی بالاترین نقطه در محدوده کوه‌های روونزوری.

پیش‌تر این رشته کوه به نام «دامنه روونزوری» (انگلیسی: Ruwenzori Range) شهرت داشت که این نام حدود سال ۱۹۸۰ برای مطابقت بیشتر و نزدیک با نام محلی روونجورا Rwenjura تغییر یافت. در اروپای دوران قدیم گاهی این کوه‌ها به عنوان منبع رود نیل با نام افسانه‌ای «کوه‌های ماه» نام برده شده‌است.
بلندترین نقطه کوه‌های روونزوری به ارتفاع ۵٬۱۰۹ متر (۱۶٬۷۶۲ فوت) رسیده‌است. بالاترین قله کوه‌های روونزوری به‌طور دائم پوشیده در برف است. پارک ملی روونزوری و پارک ملی ویرونگا که به عنوان میراث جهانی یونسکو ثبت شده‌اند در محدوده کوه‌های روونزوری واقع‌اند.
کوه‌های روونزوری بالاترین و دائمی‌ترین منابع رود نیل هستند و حوضه‌های حیاتی نیل و منطقه را تشکیل می‌دهند. بسیاری از رودخانه‌های سریع آن، آبشارهای شکوهمند و پوشش گیاهی، منظره‌های زیبا و و کوه‌های متنوع در آفریقا را به نمایش می‌گذارند.